# ISO 19133
Lo standard ISO19133 - Servizi basati sulla posizione - Tracciamento (tracking) e navigazione fa parte degli standard prodotti da ISO/TC211 descrive i tipi di dati e le operazioni loro associate per la realizzazione di servizi di navigazione e tracciamento (tracking). Lo standard specifica i servizi di rete che possono essere resi disponibili ad apparecchiature senza fili (wireless) a mezzo di applicazioni residenti sulla rete ed operanti su mandato (proxy) ma che non sono limitati a questo ambiente.
La norma italiana UNI-EN-ISO19133 è la versione ufficiale in lingua inglese della norma europea EN ISO 19133.